# Kleopatra VII.
Kleopatra VI. Filopator (koinskogrško Κλεοπάτρα Θεά Φιλοπάτωρ, dob. 'Kleopatra, očeta ljubeča boginja'), kraljica Ptolemajskega kraljestva, * 69 pr. n. št., Aleksandrija, Egipt, † okoli 12. avgusta 30 pr. n. št., Aleksandrija, Egipt.
Kleopatrina mati je bila najverjetneje Kleopatra V. Trifaina, oče pa Ptolemaj XII. Aulet. Imela je tudi nekaj bratov in sester in polbratov ter polsester. Sedem egipčanskih kraljic se je imenovalo Kleopatra, a najbolj znana med njimi je bila zadnja. 
Kleopatra VII. je bila zelo inteligentna in predana svoji državi. Tekoče je govorila devet jezikov, bila je matematičarka in dobra poslovna ženska. Imela je karizmatično osebnost in bila je rojen vodja. Že kot deklica je bila nagnjena k spletkam. Imela je močno željo po lepoti, zato je veliko časa preživela pred ogledalom in se pritoževala, saj ji veliko stvari na sebi ni bilo všeč kot je na primer ustnice, ličnice in nos vendar je Kleopatra napake spretno prikrila z ličili in s pogostim barvanjem las.
Kleopatra VII. je bila zadnji vladar iz makedonske Ptolemajske dinastije in s tem zadnji grški vladar Egipta. Na prestol se je povzpela leta 51 pr. n. št. kot sovladarica svojega moža in brata Ptolemaja XIII. Leta 48 pr. n. št. je brat s svetovalci Kleopatro prisilil, da je zapustila Egipt. Istega leta je v Egipt prispel Gaj Julij Cezar in deloval kot posrednik v sporu med Kleopatro in Ptolemajem. Postal je Kleopatrin ljubimec. V kratki vojni, ki je sledila, je bil Ptolemaj ubit, Cezar pa je Kleopatri vrnil prestol. 47 pr. n. št. se je vrnil v Rim, Ptolemajski Egipt pa je ostal neodvisen. Kleopatri se je rodil sin (domnevno Cezarjev), imenovan Ptolemaj XV. Cezarion ali Cezarion (Cezarček). Kleopatra je s Cezarionom med letoma 46 pr. n. št. in 44 pr. n. št. bivala v Rimu.
Leta 42 pr. n. št. je Kleopatrin ljubimec postal Mark Antonij, eden od triumvirov. Rodili so se jima trije otroci. V boju za oblast med Markom Antonijem in Gajem Oktavijanom je ostala na strani Marka Antonija. V bitki pri Akciju 31 pr. n. št. je poveljevala egipčanskemu ladjevju na strani Antonija. Po porazu sta zbežala v Aleksandrijo. Potem ko je Oktavijan 30 pr. n. št. zavzel Egipt, je nekaj dni po  samomoru Marka Antonija tudi sama storila samomor.
Večina virov o Kleopatri je močno pristranskih, saj izvirajo iz vladavine Oktavijana, ki je bil Kleopatrin politični nasprotnik.

## Življenjepis

### Vzpon na prestol
Identiteta Kleopatrine matere ni natančno znana, verjetno je to bila Kleopatra V. Trifaina. Bila je sestra ali sestrična ter žena Ptolemaja XII. Kleopatrin oče Auletes je bil nezakonski sin Ptolemaja IX. Sotra, potomec Ptolemaja I. Sotra, generala Aleksandra Velikega. 
Vladavina Ptolemaja Auleta je bila nemirna. Gnej Pompej je 63 pr. n. št osvojil Sirijo in Judejo, s čimer se je Rimska republika razširila do meja Ptolemajskega kraljestva in začela posegati v njegovo notranjo politiko. 58 pr. n. št. so Rimljani priključili Ptolemajski Ciper, kar je povzročilo porast nepriljubljenosti Ptolemaja Auleta. Auletes se je bil prisiljen zateči v Rim v iskanju podpore, morda je z njim potovala tudi Kleopatra. V Egiptu sta za kraljico bili razglašeni Kleopatra VI. Trifaina in Berenike IV. Do okoli 58 pr. n. št. je bila Trifaina odstranjena in Berenike je sama poskušala utrditi svojo oblast. Auletes se je 55 pr. n. št. vrnil s podporo rimskega generala Avla Gabinija, zavzel Aleksandrijo in dal usmrtiti Bereniko. Gabinijevi vojaki, ki so ostali v Egiptu, so tvorili jedro gabinijcev, vojaške enote, ki je v Egiptu še dolgo ostala vplivna.
Ptolemaj XII. je umrl marca 51 pr. n. št. Prestol je zapustil 18-letni Kleopatri, ki je morda že zadnje mesece pred Auletovo smrtjo bila njegova sovladarica, in njenemu 10-letnemu bratu Ptolemaju XIII. Kleopatra je želela brata in njegov regentski svet pod vodstvom evnuha Potinija odriniti od oblasti. Prav tako se je sprla z gabinijci zaradi predaje morilcev iz njihovih vrst Rimljanom. Ko je leta 50 pr. n. št. nastopila še slaba letina, je bila Kleopatra zaradi stopnjevanja napetosti prisiljena pobegniti iz Aleksandrije. 

### Aleksandrijska vojna in razmerje s Cezarjem
Kleopatra se je s svojimi podporniki umaknila v Askalon, na skrajni vzhod ptolemajske države, vojska Ptolemaja XIII. pa je zavzela položaje na gori Kasius (danes Ras Kouroun).
48 pr. n. št. se je Gnej Pompej po porazu v bitki pri Farzalu umaknil v Egipt, kjer je računal na pomoč Ptolemajcev. 9. avgusta so ga na barki pred egipčansko obalo sprejeli egipčanski dvorjani in ga umorili, še preden se je izkrcal. Gaj Julij Cezar je štiri dni kasneje prispel v Egipt, kjer je z obžalovanjem sprejel Pompejev pečatni prstan.
Cezar je v imenu rimske države želel spraviti Ptolemaja in Kleopatro. Kleopatra se je s pomočjo grškega trgovca Apolodra zavita v preprogo pretihotapila v aleksandrijsko palačo. Kmalu je postala Cezarjeva ljubimka.
Jeseni je izbruhnila vojna. Ptolemajevi privrženci so oblegali aleksandrijsko palačo, v kateri je Cezar še vedno zadrževal Ptolemaja in Potina. Gabinijci so se začeli vračati s Kasiusa proti Aleksandriji. Cezar je iz Sirije poklical okrepitve pod vodstvom Mitridata Pergamskega.
27. marca 47 pr. n. št. je prišlo do odločilne bitke pri jezeru Mareotis (danes Maryut) – Cezar je zaobšel Ptolemajevo vojsko in jo skupaj z Mitridatovimi silami stisnil v klešče. Ptolemaj XIII. je pobegnil in kasneje na begu čez Nil utonil.
47 pr. n. št. je Kleopatra rodila sina Ptolemaja Cezarja, ki se ga je prijel vzdevek Cezarion (Cezarček).
Cezar je po aleksandrijski vojni odločil, da Egipta ne bo aneksiral in pustil Kleopatro na prestolu s svojim mlajšim bratom, Ptolemajem XIV., kot sovladarjem.
Kleopatra je imela na Cezarja razmeroma velik vpliv. Prav Kleopatra je predstavila Cezarja astronomu Sosigenu iz Aleksandrije, ki je predlagal uvedbo prestopnih let in dnevov. 
Kleopatra je od poletja 46 pr. n. št. do 44 pr. n. št. bivala v Rimu, v eni izmed Cezarjevih vil onkraj Tibere. Glavni vir podatkov o Kleopatrinem bivanju v Egiptu je Cicero, ki je Kleopatro v svojih pismih večkrat ostro napadal. Po umoru Julija Cezarja 15. marca 44 pr. n. št. se je vrnila v Egipt. Kmalu zatem je v sumljivih okoliščinah umrl Ptolemaj XIV. in Kleopatrin sovladar je postal Cezarion.

### Državljanska vojna po Cezarjevi smrti
Po Cezarjevi smrti je izbruhnila državljanska vojna med republikanci pod vodstvom Cezarjevih morilcev, Markom Junijem Brutom in Gajem Kasijem Longinijem, ter Cezarjevimi podporniki, Markom Antonijem, Oktavijanom in Lepidom. Kleopatra se je postavila na stran Cezarjevih privržencev, čeprav so na vzhodu rimske države kmalu prevladali republikanci in pretili z vdorom v Egipt. Začetek leta 43 pr. n. št. je Kleopatra utrdila zavezništvo z voditeljem Cezarjevih zaveznikov na vzhodni strani, Publijem Kornelijem Dolabello, ki je obenem priznal Cezariona kot njenega sovladarja. Julija 43 pr. n. št. so Dollabelo v Laodicei obkrožili sovražniki in je tako storil samomor. 
Kasij je po Dolabellini smrti pretil z vdorom v Egipt, a ga je konec leta 43 pr. n. št. Brut pozval nazaj v Smirno. Kasij je poskušal Kleopatri blokirati pot do Cezarjevih privržencev, zato je Lucij Staj Murk premaknil 60 ladij in elitno legijo k rtu Matapan na jugu Peloponeza. Kleopatra je z ladjevjem ob libijski obali odplula na zahod, ampak se je bila prisiljena vrniti v Egipt zaradi hude nevihte in lastne bolezni. Staj Murk je izvedel za kraljičino nesrečo in opazil dele ladijskih razbitin ob grški obali, nakar je odplul na Jadransko morje.

### Kleopatra in Mark Antonij
Leta 41 pr. n. št. je Mark Antonij, eden izmed triumvirov drugega triumvirata, poslal svojega dobrega prijatelja Kvinta Delija v Egipt. Delijeva naloga je bila, da pozove Kleopatro v Tarz, kjer naj bi se srečala z Markom Antonijem in odgovorila na vprašanja o zvestobi do Rimskega cesarstva, saj naj bi med  državljansko vojno plačevala velike vsote denarja Kasiju. Mark Antonij je želel Kleopatrino podporo v vojni s Parti, ki jo je snoval. V Tarzu sta pričela ljubezensko afero. Antonij je 41-40 pr. n. št. prezimil s Kleopatro v Aleksandriji. 
Da bi zavarovala svoj in Cezarionov položaj, je prisilila Antonija, da je naročil uboj njene sestre Arsinoe, ki je kot begunka živela v Artemidinem templju v Efezu. Usmrtitev je bila izvedena na stopnišču templja in oskrumba svetišča je v Rimu povzročila škandal. Kleopatra je dala usmrtiti tudi ptolemajskega guvernerja Cipra, Serapiona, ki je brez njenega dovoljenja podpirl Kasija.
25. decembra 40 pr. n. št. je Kleopatra Marku Antoniju rodila dvojčka - Aleksandra Heliosa in Kleopatro Seleno II. Štiri leta kasneje je Mark Antonij ponovno obiskal Aleksandrijo na svoji poti v spopad s Partijci. Obnovil je svoje razmerje s Kleopatro in od tega trenutka dalje je bila Aleksandrija njegov drugi dom. Poročil se je s Kleopatro po vseh egipčanskih zakonih (na to namiguje citirano pismo v Suetoniusu), čeprav je bil istočasno že poročen z Oktavijo mlajšo, s sestro njegova kolega triumvira Oktavijana. S Kleopatro sta imela še enega otroka - Ptolemaja Filadelfa. 
Po Antonijevem zavzetju armenskega ozemlja sta bila Kleopatra in Cezarion okronana kot sovladarja v Egiptu in na Cipru. Aleksander Helios je bil okronan za vladarja Armenije, Medie in Partie, Kleopatra Selena II. je bila okronana kot vladarica Cirenov in Libije, Ptolemaj Filadelf pa je bil okronan za vladarja Fenicije, Sirije in Cilicije. Mark Antonij je Kleopatri podelil tudi naziv "Kraljica kraljev". Njeni sovražniki v Rimu so se bali, da Kleopatra načrtuje maščevanje proti Rimskem cesarstvu, ki bi njo povzdignilo na rimski prestol in ji pomagalo pri učvrstitvi popolnoma novega kraljestva. Cezarion ni bil samo Kleopatrin sovladar, ampak mu je bil podeljen tudi naslov boga, sina boga in kralja vseh kraljev. Ponazarjali so ga kot boga Horusa. Egipčani so imeli Kleopatro za poosebitev boginje Izis in tudi sama se je poimenovala Nea Izis.
Odnosi med Antonijem in Oktavijanom, ki so se medtem že nekaj let krhali, so se dokončno poslabšali leta 33 pr. n. št. Oktavijan je prepričal senat, da je napovedal vojno Egiptu. Mark Antonij se je utrdil ob zahodni grški obali. Vojna je bila odločena že z Agripovo osvojitvijo Meton na jugozahodnem Peloponezu pomladi 31 pr. n. št., s čimer je bil Mark Antonij odrezan od preskrbnih poti in okrepitev. 2. septembra je prišlo še do dokončnega obračuna pri Akciju, kjer je Oktavijan odločilno porazil Antonijevo mornarico. Kleopatra in Antonij sta se po porazu umaknila, kar je verjetno bil dogovorjen manever, ne beg. Po bitki pri Akciju je Oktavijan napadel Egipt. Ko se je približal Aleksandriji, so Antonijeve čete 1. avgusta 30 pr. n. št. prestopile k Oktavijanu.

#### Kleopatrina smrt
Starodavni pisni viri (predvsem rimski) so v osnovi zedinjeni: Kleopatra naj bi storila samomor, tako da je naščuvala nadse egipčansko kobro, katere ugriz naj bi jo ubil. Najstarejši pisni vir je prišel izpod peresa Straba, ki je živel v istem obdobju kot Kleopatra in je verjetno takrat bil tudi v Aleksandriji. Pravi, da obstajata dve verziji zgodbe: ali si je na telo nanesla neke vrste strupeno mazilo, ali pa jo je ugriznil gad. Več rimskih pesnikov, ki so pisali v naslednjih desetih letih po tragičnem dogodku, vsi omenjajo ugrize dveh gadov tako kot Florus (zgodovinar), ki omenja ta dogodek 150 let kasneje. 60 let po tem pripetljaju se je oglasil tudi Velej, ki je prav tako omenjal ugriz gada. Ostali avtorji so skeptično preiskovali te opise dogodka, omenili so tudi, da je možno, da jo je Avgust naročil ubiti.  
Leta 2010 je nemški zgodovinar Christoph Schaefer postavil tezo, da se je Kleopatra zastrupila z mešanico različnih strupov. Po preučevanju zgodovinskih tekstov in po toksikoloških preiskavah je zgodovinar zaključil, da gad ne bi mogel zagotoviti počasne in neboleče smrti, saj gadov strup paralizira dele telesa, začenši pri očeh, preden povzroči smrt. Schaefer in njegov toksikolog Dietrich Mebs sta ugotovila, da je Kleopatra uporabila mešanico trobelike, akonita in opija.